# Lanugo
Lanugo är en form av tunt hår som hos människan förekommer bland annat på foster och spädbarn. Det kan även uppkomma vid svält för att hjälpa kroppen att bibehålla kroppsvärmen. Lanugo är vanligt förekommande på djur.